# Championnats d'Europe de biathlon 2015
Navigation
Édition précédente Édition suivante
Les championnats d'Europe de biathlon 2015, vingt-deuxième édition des championnats d'Europe de biathlon, ont lieu du 27 janvier au 3 février 2015 à Otepää, en Estonie. Les championnats d'Europe junior se déroulent conjointement.

## Résultats et podiums

### Hommes
| Épreuves            | Or                                                                          | Argent                                                                       | Bronze                                                                                         |
| ------------------- | --------------------------------------------------------------------------- | ---------------------------------------------------------------------------- | ---------------------------------------------------------------------------------------------- |
| Individuel (20 km)  | Alexey Volkov                                                               | Serhiy Semenov                                                               | Vladimir Iliev                                                                                 |
| Sprint (10 km)      | Alexey Slepov                                                               | Lars Helge Birkeland                                                         | Antonin Guigonnat                                                                              |
| Poursuite (12,5 km) | Alexey Slepov                                                               | Krasimir Anev                                                                | Anton Babikov                                                                                  |
| Relais (4 x 7,5 km) | Russie- Alexey Volkov - Anton Babikov - Aleksandr Pechenkin - Alexey Slepov | Ukraine- Artem Tyshchenko - Serhiy Semenov - Artem Pryma - Dmytro Pidruchnyi | Norvège- Håvard Bogetveit - Andreas Dahlø Wærnes - Vegard Gjermundshaug - Lars Helge Birkeland |

### Femmes
| Épreuves           | Or                                                                          | Argent                                                                           | Bronze                                                                  |
| ------------------ | --------------------------------------------------------------------------- | -------------------------------------------------------------------------------- | ----------------------------------------------------------------------- |
| Individuel (15 km) | Luminița Pișcoran                                                           | Christina Rieder                                                                 | Ekaterina Yurlova                                                       |
| Sprint (7,5 km)    | Coline Varcin                                                               | Weronika Nowakowska                                                              | Ekaterina Shumilova                                                     |
| Poursuite (10 km)  | Ekaterina Shumilova                                                         | Iryna Varvynets                                                                  | Ekaterina Yurlova                                                       |
| Relais (4 x 6 km)  | Ukraine- Juliya Dzhyma - Natalya Burdyga - Valj Semerenko - Iryna Varvynets | Allemagne- Annika Knoll - Tina Bachmann - Maren Hammerschmidt - Karolin Horchler | France- Anaïs Chevalier - Chloé Chevalier - Julia Simon - Coline Varcin |

### Juniors

#### Hommes
| Épreuves            | Or             | Argent         | Bronze                |
| ------------------- | -------------- | -------------- | --------------------- |
| Individuel (15 km)  | Aristide Bègue | Rene Zahkna    | Maksym Ivko           |
| Sprint (10 km)      | Fabien Claude  | Eduard Latypov | Aleksandr Dediukhin   |
| Poursuite (12,5 km) | Eduard Latypov | Rene Zahkna    | Alexander Povarnitsyn |

#### Femmes
| Épreuves             | Or                    | Argent          | Bronze          |
| -------------------- | --------------------- | --------------- | --------------- |
| Individuel (12,5 km) | Victoria Slivko       | Dunja Zdouc     | Yuliya Zhuravok |
| Sprint (7,5 km)      | Anastasiya Merkushyna | Dunja Zdouc     | Uliana Kaisheva |
| Poursuite (10 km)    | Anastasiya Merkushyna | Uliana Kaisheva | Dunja Zdouc     |

#### Mixte
| Épreuve                        | Or                                                                                  | Argent                                                                  | Bronze                                                                       |
| ------------------------------ | ----------------------------------------------------------------------------------- | ----------------------------------------------------------------------- | ---------------------------------------------------------------------------- |
| Relais (2 x 6 km + 2 x 7,5 km) | Russie- Uliana Kaisheva - Victoria Slivko - Dmitrii Shamaev - Alexander Povarnitsyn | France- Émily Battendier - Léna Arnaud - Aristide Bègue - Fabien Claude | Ukraine- Anastasiya Merkushyna - Yuliya Zhuravok - Maksym Ivko - Anton Myhda |